# Józef Kałuża
Józef Ignacy Kałuża (ur. 11 lutego 1896 w Przemyślu, zm. 11 października 1944 w Krakowie) – polski piłkarz występujący na pozycji środkowego napastnika, trener, działacz sportowy i nauczyciel.
Uchodzi za jednego z najlepszych polskich graczy lat 20. XX wieku, nazywany „legendą polskiej piłki”. W całej swojej karierze rozegrał łącznie 454 spotkania, wliczając towarzyskie, uzyskując 476 goli (nie wykonywał rzutów karnych ani wolnych). Przez niemal cały ten okres związany był z Cracovią.
Mistrz Polski sezonu 1921 i król strzelców tych rozgrywek, reprezentant Krakowa i Polski, olimpijczyk z Paryża (1924), kapitan związkowy PZPN, pod którego wodzą polska drużyna zajęła w 1936 czwarte miejsce na igrzyskach olimpijskich w Berlinie, a w 1938 po raz pierwszy w historii awansowała na mistrzostwa świata.

## Kariera klubowa

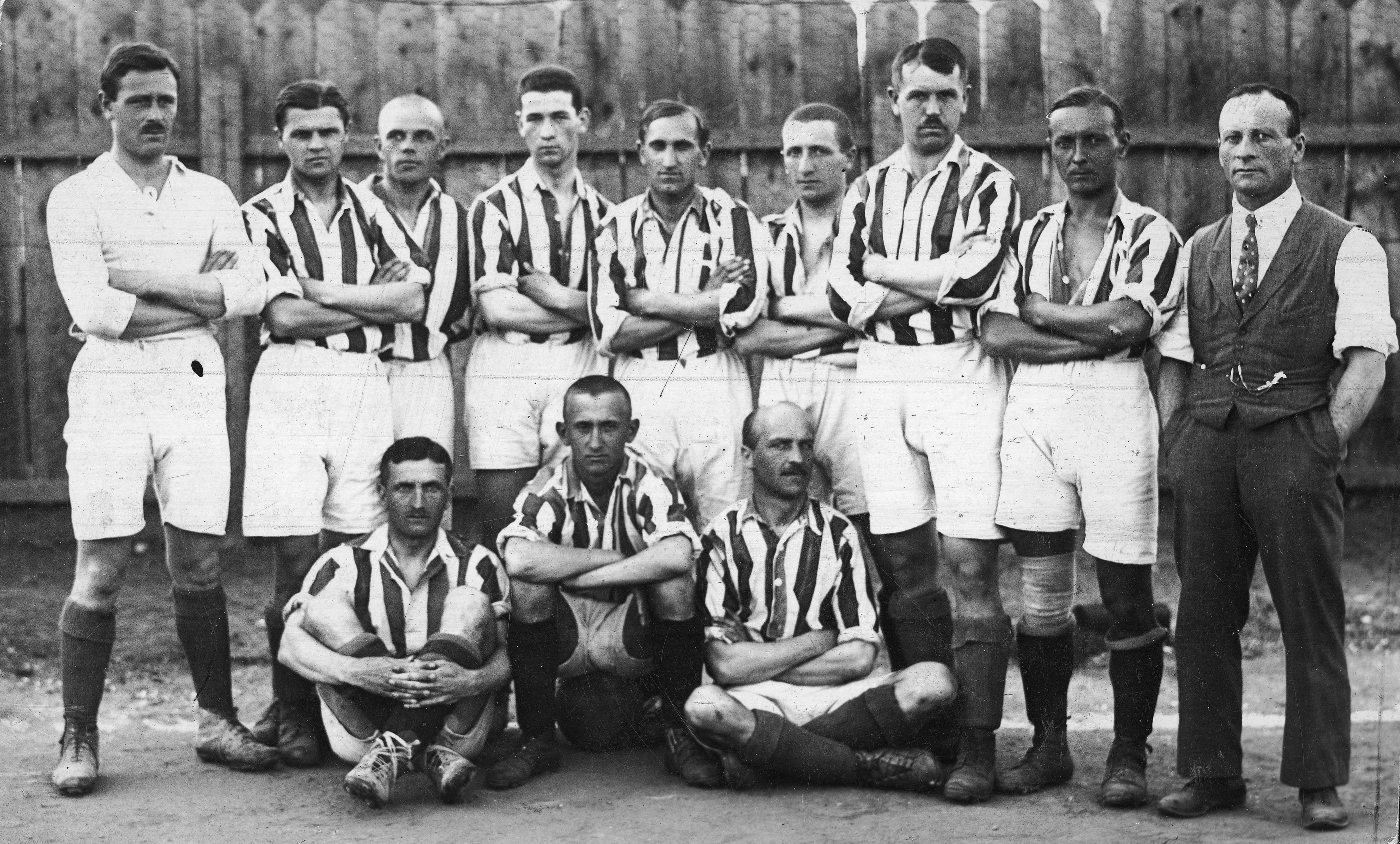
Drużyna Cracovii, mistrza Polski 1921. Kałuża stoi piąty od lewej

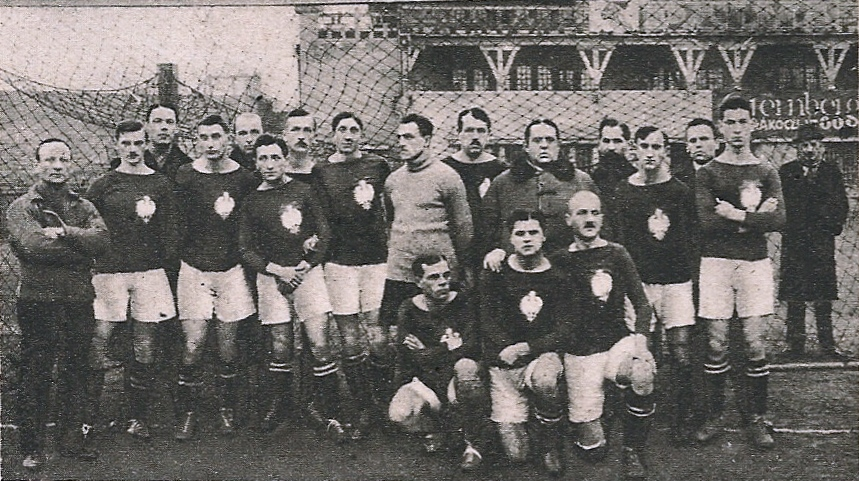
Polska przed meczem z Węgrami w Budapeszcie, 18 grudnia 1921. Kałuża stoi drugi od prawej w koszulce z orłem

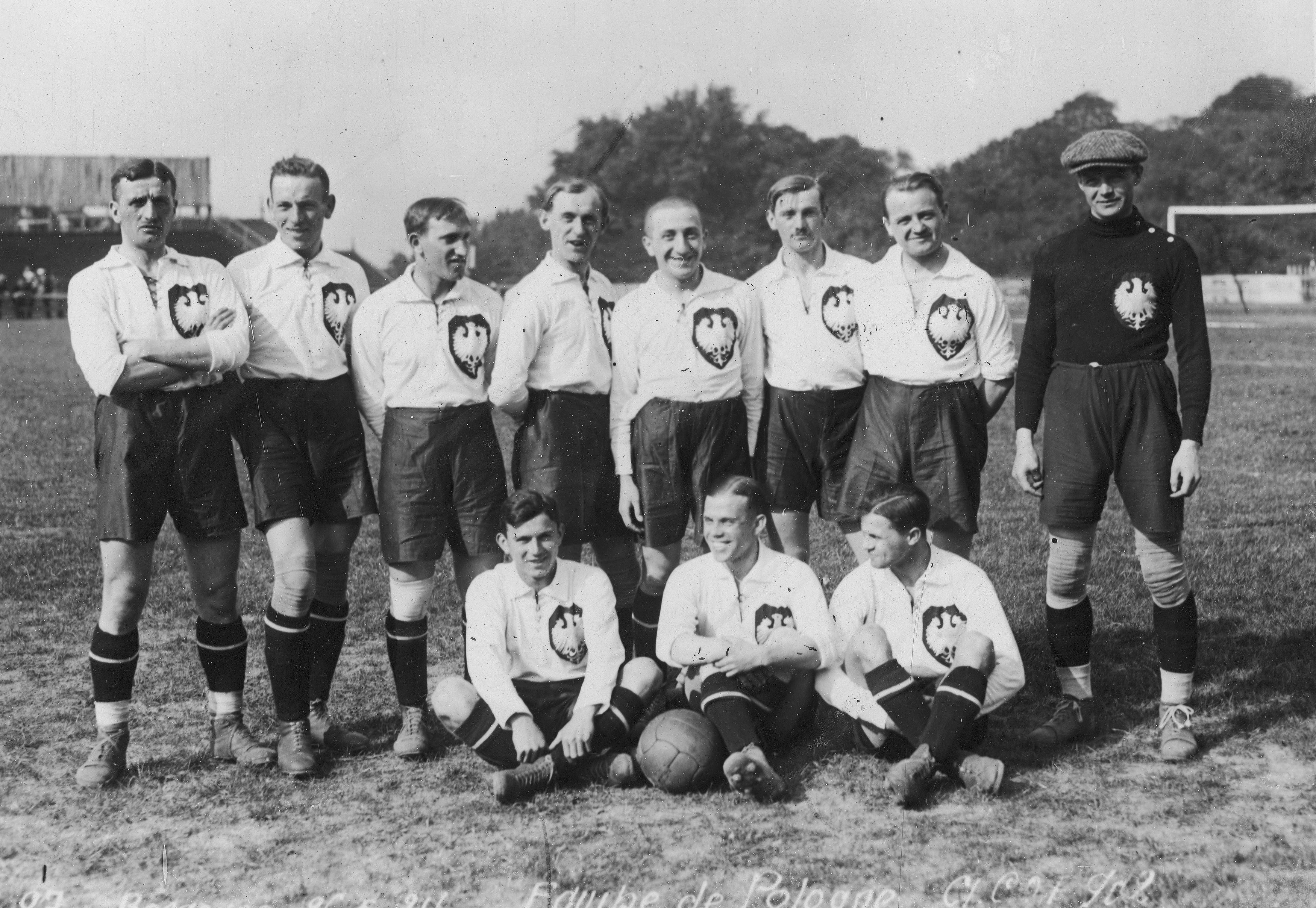
Polska przed meczem z Węgrami na igrzyskach olimpijskich w Paryżu, 26 maja 1924. Kałuża stoi trzeci od lewej

Grać w piłkę zaczął w szkolnym klubie Polonia w Krakowie. Następnie przez dwa lata (1909–1911) reprezentował barwy Robotniczego Klubu Sportowego. W 1911 został zawodnikiem Cracovii.

Tego dnia poznaliśmy Józefa Kałużę. (...) To co on wówczas wyprawiał na boisku było kunsztem, którego jeszcze nie znaliśmy. Grał inaczej niż my wszyscy. Piłka słuchała go, kleiła mu się do nogi. Wózkował świetnie, lecz wózkiem trudno nam było zaimponować. Rewelacją dla nas były natomiast jego strzały, ustawianie się do piłki, wybieganie na pozycję, wypuszczanie piłek łącznikom na przebój lub na skrzydła. Jego zagrania powiązały nasze bezplanowe indywidualne gierki i nadały im sens. Jak łatwo było przy nim zdobywać bramki. Od tego meczu zyskaliśmy w nim wodza i promotora naszych piłkarskich poczynań.

Do pierwszej drużyny Kałuża dołączył wiosną 1912, gdy miał szesnaście lat. Zadebiutował 7 kwietnia 1912 w towarzyskim meczu z BEAC Budapest (5:0), zdobywając jedną z bramek. Był przedstawicielem krakowskiej szkoły dryblingu, słynął ze świetnej techniki. Brał z drużyną udział w mistrzostwach Galicji (1913–1914), klasie A, będącej eliminacjami do rozgrywek o mistrzostwo Polski (1920–1924 i 1926–1927), finałach mistrzostw Polski (1921 i 1926) oraz w spotkaniach ligowych (1928–1929). W 1913 został z drużyną mistrzem Galicji, a w 1921 zdobył tytuł mistrza Polski i króla strzelców rozgrywek (9 bramek). Grał regularnie do 1929, po raz ostatni w Cracovii wystąpił 25 maja 1931 w towarzyskim spotkaniu z Wisłą Kraków (4:3). Łącznie w mistrzostwach Polski zaliczył 54 spotkania i strzelił 32 gole. W latach 1924–1929 był kapitanem zespołu.
W marcu 1930 wystąpił w barwach Legii Warszawa, którą prowadził wówczas jako trener, w rozegranym w Dreźnie meczu przeciwko reprezentacji okręgowej Brandenburgii wygranym przez Legię 1:0. Kałuża strzelił jedyną bramkę tego meczu.

## Kariera międzynarodowa
W grudniu 1921 w Budapeszcie brał udział w pierwszym w historii meczu polskiej reprezentacji piłkarskiej (0:1 z Węgrami). W latach 1921–1928 wystąpił w 16 oficjalnych spotkaniach reprezentacji Polski. Zdobył w niej siedem bramek, najwięcej spośród wszystkich graczy Cracovii na przestrzeni lat. W dziesięciu spotkaniach był kapitanem zespołu. Jego bramka w meczu z Królestwem SHS w czerwcu 1923 była pierwszą historyczną bramką polskiej reprezentacji zdobytą w domowym spotkaniu.
Zagrał też w czterech nieoficjalnych grach Polaków: dwóch z amatorską reprezentacją Czechosłowacji (1926, 1:2 oraz 1929, 2:2) i dwóch z drużyną amatorów Węgier (1929, 5:1 oraz 1930, 1:3). W pierwszym spotkaniu z Węgrami zdobył jedną z bramek.

## Kariera trenerska
Latem 1922, będący w złej sytuacji materialnej i wobec niepozwalających mu na grę w piłkę przyczyn zdrowotnych Kałuża prowadził z Wisłą Kraków rozmowy na temat objęcia przez niego funkcji trenera w tym klubie (w doniesieniach prasowych nie sprecyzowano czy chodzi o szkolenie pierwszej drużyny). Do zawarcia umowy jednak nie doszło, a kilka tygodni później Kałuża wrócił do gry w Cracovii i reprezentacji.
W 1927 wciąż aktywny jako zawodnik Kałuża został grającym kierownikiem szkoleniowym Cracovii (bez formalnego zatrudnienia). Prowadził swój zespół we wszystkich 27 rozegranych spotkaniach sezonu ligowego 1928. Pasy zwyciężyły czternaście razy, sześciokrotnie zremisowały i poniosły siedem porażek (w bramkach 65–42), zajmując na koniec rozgrywek czwarte miejsce.
Wiosną 1930 Kałuża został kierownikiem technicznym pierwszej drużyny Legii Warszawa, prowadząc społecznie jej treningi. Odbywał jednocześnie w Warszawie szkolenie pedagogiczne. Z jedenastu spotkań ligowych legioniści wygrali siedem, trzy zremisowali i raz przegrali (1:3 z Polonią Warszawa), bilans bramek 26–11. Zakończone w listopadzie rozgrywki ekstraklasy Legia ukończyła na trzecim miejscu.
W październiku 1931 w zastępstwie nieobecnego Stefana Lotha prowadził polską drużynę narodową w wyjazdowym meczu przeciwko Belgii (1:2).

### Kapitan związkowy
Podczas walnego zjazdu PZPN 21 lutego 1932 wybrany został kapitanem związkowym federacji (selekcjonerem reprezentacji). Zespołowi nie udało się awansować na mistrzostwa świata w 1934 – odpadł w eliminacjach z Czechosłowacją (1:2 w pierwszym meczu, rewanż Polska oddała walkowerem). W 1936 drużyna zajęła czwarte miejsce na olimpiadzie w Berlinie, pokonując amatorskie zespoły Węgier 3:0 (pierwsza runda) i Wielkiej Brytanii 5:4 (ćwierćfinał), a następnie przegrywając w półfinale z amatorami z Austrii 1:3 i w meczu o brązowy medal pierwszą reprezentacją Norwegii 2:3. Zawodnicy Kałuży osiągneli sukces, pomimo tego iż PZPN uniemożliwił występ w igrzyskach czołowemu wówczas polskiemu piłkarzowi Ernestowi Wilimowskiemu.
Na przełomie 1937 i 1938 Polacy brali udział w kolejnych eliminacjach do mistrzostw świata i dzięki pokonaniu w dwumeczu Jugosławii (4:0 i 0:1) po raz pierwszy w historii pojechali na turniej finałowy. W pierwszym meczu (1/8 finału) Polacy ulegli Brazylijczykom po dogrywce 5:6 i odpadli z mundialu.
Po raz ostatni Kałuża poprowadził reprezentację Polski w sierpniu 1939, w ostatnim jej meczu przed II wojną światową. Biało–czerwoni wygrali wówczas niespodziewanie z wicemistrzami świata Węgrami 4:2. Zespół pod wodzą Kałuży rozegrał łącznie 39 oficjalnych spotkań (10 zwycięstw, 8 remisów, 21 porażek, bilans trafień 84–97). Kierował ponadto zespołem w pięciu meczach nieoficjalnych (trzech na igrzyskach w 1936 i dwóch z ekipami włoskimi w 1932). Reprezentacja za jego kadencji osiągnęła największe do lat 70. XX wieku sukcesy w turniejach międzynarodowych. Kałuża pozostaje najdłużej pracującym selekcjonerem polskiej drużyny narodowej w historii (7,5 roku na stanowisku).

## Statystyki zawodnika

### Klubowe
| Klub               | Sezon              | Główne rozgrywki   | Mistrzostwa Polski | Mistrzostwa Polski | Inne  | Inne   | Suma  | Suma   |
| Klub               | Sezon              | Główne rozgrywki   | Mecze              | Bramki             | Mecze | Bramki | Mecze | Bramki |
| ------------------ | ------------------ | ------------------ | ------------------ | ------------------ | ----- | ------ | ----- | ------ |
| Cracovia           | 1913               | MG                 | –                  | –                  | 4     | 2      | 4     | 2      |
| Cracovia           | 1914               | MG                 | –                  | –                  | 3     | 2      | 3     | 2      |
| Cracovia           | 1920               | MP                 | –                  | –                  | 4     | 10     | 4     | 10     |
| Cracovia           | 1921               | MP                 | 8                  | 9                  | 6     | 15     | 14    | 24     |
| Cracovia           | 1922               | MP                 | 0                  | 0                  | 5     | 5      | 5     | 5      |
| Cracovia           | 1923               | MP                 | –                  | –                  | 6     | 4      | 6     | 4      |
| Cracovia           | 1924               | MP                 | –                  | –                  | 9     | 6      | 9     | 6      |
| Cracovia           | 1926               | MP                 | 4                  | 4                  | 9     | 10     | 13    | 14     |
| Cracovia           | 1927               | Liga               | –                  | –                  | 3     | 2      | 3     | 2      |
| Cracovia           | 1928               | Liga               | 19                 | 9                  | –     | –      | 19    | 9      |
| Cracovia           | 1929               | Liga               | 23                 | 10                 | –     | –      | 23    | 10     |
| Cracovia           | 1930               | Liga               | 0                  | 0                  | –     | –      | 0     | 0      |
| Ogólnie w karierze | Ogólnie w karierze | Ogólnie w karierze | 54                 | 32                 | 49    | 56     | 103   | 88     |

### Międzynarodowe
| Polska  | Polska | Polska |
| Rok     | Mecze  | Gole   |
| ------- | ------ | ------ |
| 1921    | 1      | 0      |
| 1922    | 3      | 2      |
| 1923    | 1      | 1      |
| 1924    | 1      | 0      |
| 1925    | 4      | 1      |
| 1926    | 4      | 2      |
| 1927    | 1      | 1      |
| 1928    | 1      | 0      |
| Ogólnie | 16     | 7      |

| Lp. | Data                 | Miejsce                                 | Występ | Przeciwnik    | Gol na | Wynik | Rozgrywka  |
| --- | -------------------- | --------------------------------------- | ------ | ------------- | ------ | ----- | ---------- |
| 1.  | 1 października 1922  | Stadion HAŠK, Zagrzeb, Królestwo SHS    | 4      | Królestwo SHS | 1:0    | 2:1   | Towarzyski |
| 2.  | 1 października 1922  | Stadion HAŠK, Zagrzeb, Królestwo SHS    | 4      | Królestwo SHS | 2:0    | 2:1   | Towarzyski |
| 3.  | 3 czerwca 1923       | Stadion Cracovii, Kraków, Polska        | 5      | Królestwo SHS | 1:1    | 1:2   | Towarzyski |
| 4.  | 30 sierpnia 1925     | Töölön pallokenttä, Helsinki, Finlandia | 7      | Finlandia     | 2:1    | 2:2   | Towarzyski |
| 5.  | 10 października 1926 | Stadion Miejski, Fredrikstad, Norwegia  | 14     | Norwegia      | 2:2    | 4:3   | Towarzyski |
| 6.  | 10 października 1926 | Stadion Miejski, Fredrikstad, Norwegia  | 14     | Norwegia      | 3:2    | 4:3   | Towarzyski |
| 7.  | 19 czerwca 1927      | Stadionul O.N.E.F., Bukareszt, Rumunia  | 15     | Rumunia       | 1:2    | 3:3   | Towarzyski |

## Statystyki trenera
| Klub                | Od                   | Do                   | Ogółem | Ogółem | Ogółem | Ogółem | Ogółem |
| Klub                | Od                   | Do                   | M      | Z      | R      | P      | Zwy %  |
| ------------------- | -------------------- | -------------------- | ------ | ------ | ------ | ------ | ------ |
| Cracovia            | 1927                 | 1928                 | 27     | 14     | 6      | 7      | 51,85% |
| Legia Warszawa      | 1 maja 1930          | 31 lipca 1930        | 11     | 7      | 3      | 1      | 63,64% |
| Polska (zastępstwo) | 11 października 1931 | 11 października 1931 | 1      | 0      | 0      | 1      | 0%     |
| Polska              | 21 lutego 1932       | 1 września 1939      | 38     | 10     | 8      | 20     | 26,32% |
| Łącznie             | Łącznie              | Łącznie              | 77     | 31     | 17     | 29     | 40,26% |

## Sukcesy

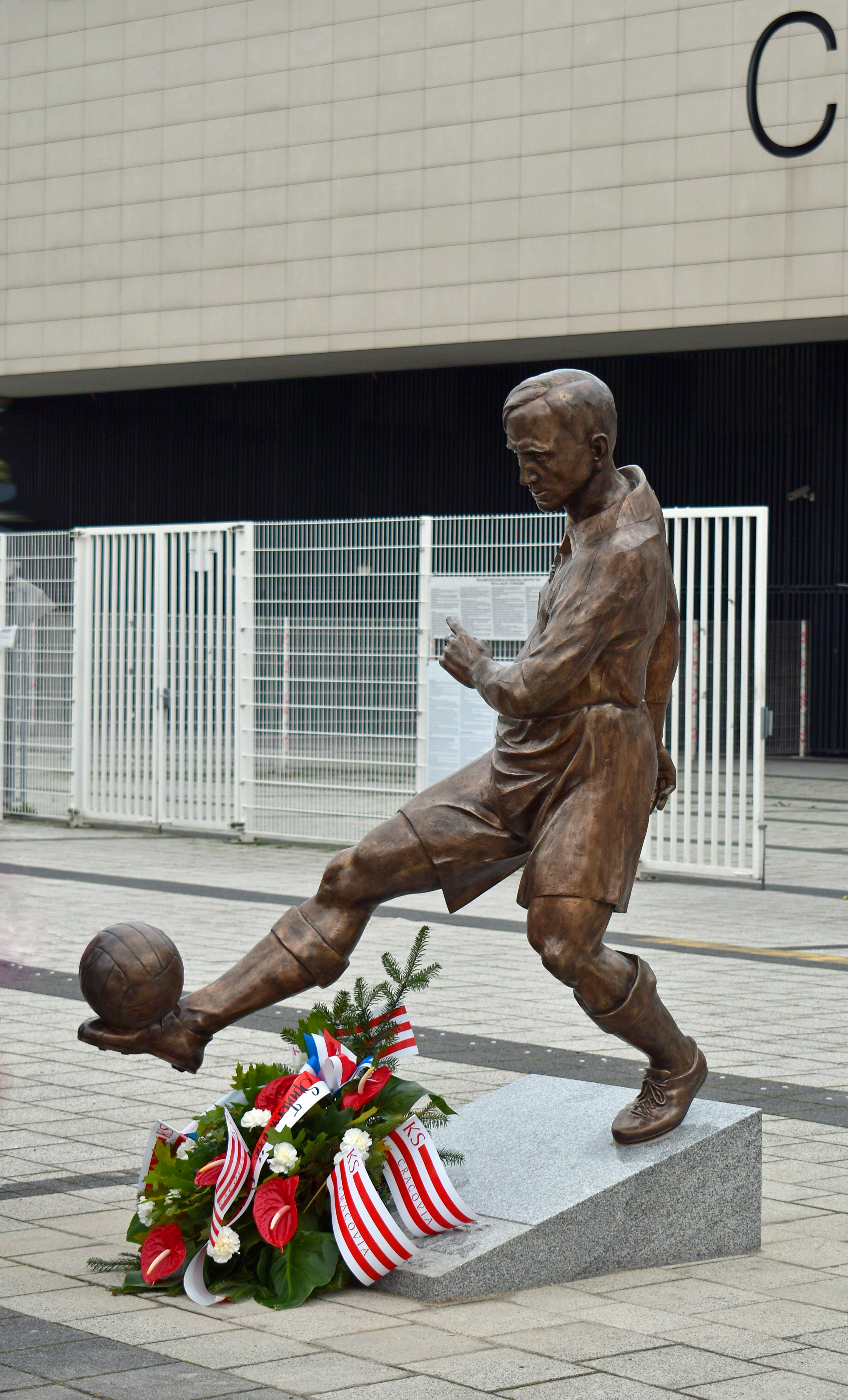
Pomnik Józefa Kałuży przed stadionem Cracovii

### Zawodnik
Cracovia
- Mistrzostwo Polski: 1921
- Mistrzostwo Galicji: 1913

Indywidualne
- Król strzelców finałów MP: 1921 (9 goli)

### Trener
Legia Warszawa
- Liga Trzecie miejsce: 1930[i]

Reprezentacja Polski
- Igrzyska olimpijskie Czwarte miejsce: 1936
- Mistrzostwa świata Kwalifikacja i 1/8 finału: 1938

## Życie prywatne

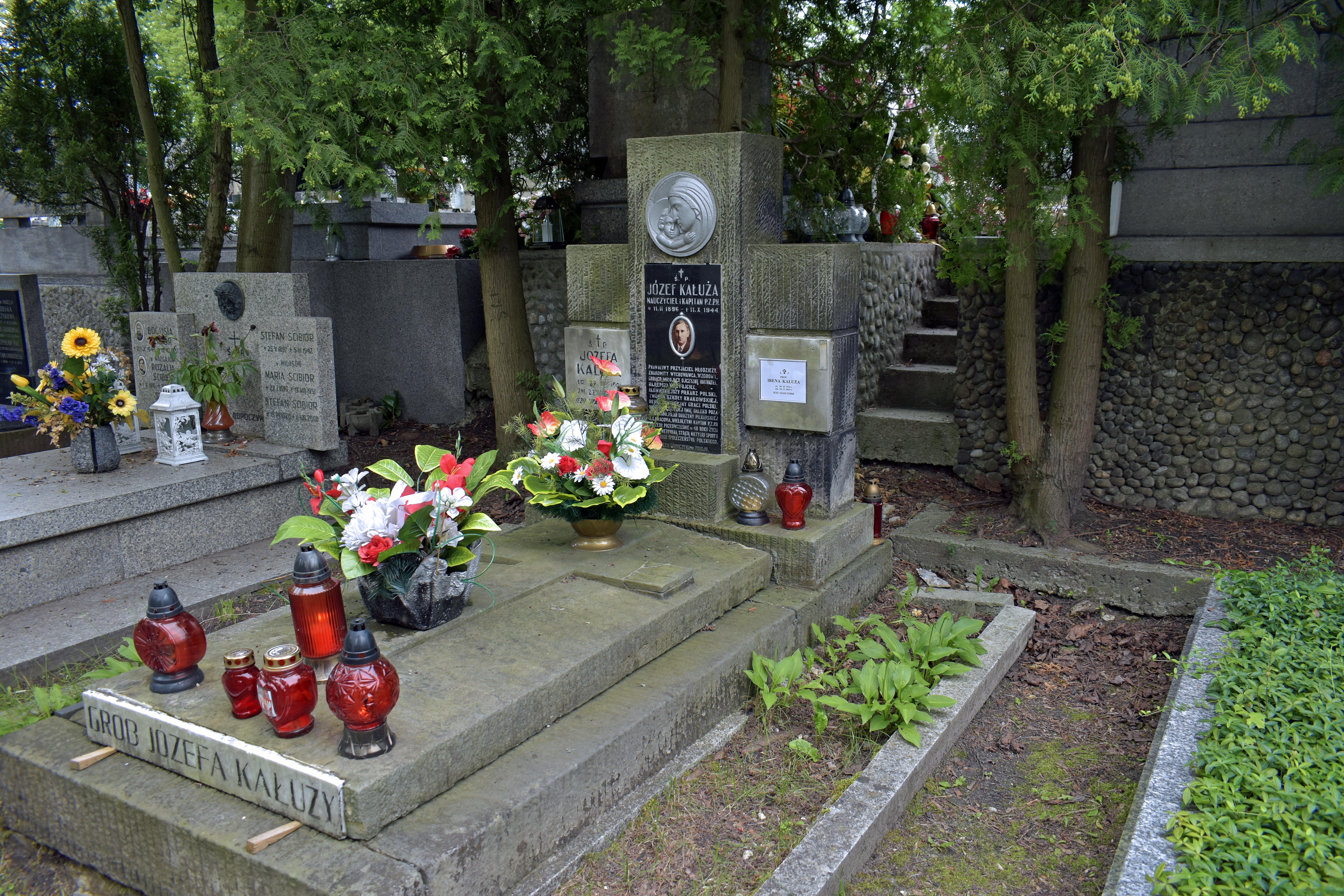
Grób Józefa Kałuży na Cmentarzu Podgórskim nowym

Kałuża urodził się w Przemyślu jako syn Andrzeja, oficera armii austriackiej i Magdaleny z domu Peter. Kilka lat później zamieszkał w Krakowie. W latach 1911–1915 uczęszczał do seminarium nauczycielskiego. Do 1917 odbywał służbę wojskową w Armii Austro-Węgier. Od 1917 był nauczycielem języka polskiego w Szkole Powszechnej im. Stanisława Żółkiewskiego w Krakowie. Zajmował się też dziennikarstwem sportowym i publicystyką w Raz, Dwa, Trzy i Przeglądzie Sportowym, był autorem podręcznika do nauki taktyki piłkarskiej (zaginął podczas powstania warszawskiego). W 1923 ożenił się z Józefą Dudziak, z którą miał córkę Irenę (1924–2019).

### Śmierć
Podczas II wojny światowej jako jeden z nielicznych członków zarządu PZPN pozostał w kraju. Odrzucił wszystkie propozycje współpracy z niemieckimi władzami okupacyjnymi i objęcia stanowiska sportfürhera w Generalnym Gubernatorstwie, wymawiając się brakiem czasu i złym stanem zdrowia. Jesienią 1944 uległ infekcji i doznał zapalenia opon mózgowych. Szczepionka z penicyliną, która mogłaby mu pomóc, była w warunkach wojennych nieosiągalna. Zmarł 11 października w wieku 48 lat. Został pochowany na Nowym Cmentarzu Podgórskim w Krakowie (kwatera PAS 1-1-7). Jego pogrzeb stał się antyhitlerowską manifestacją środowiska sportowego Krakowa.

To, co zdziałał dla sportu polskiego w ogóle, a krakowskiego w szczególności, nieprędko powtórzy kto inny.

## Ordery i odznaczenia
- Srebrny Krzyż Zasługi (19 marca 1931)[24]

## Upamiętnienie
Od 1946 przez kilka lat PZPN organizował rozgrywki o Puchar im. Józefa Kałuży, w których brały udział reprezentacje najsilniejszych związków okręgowych.
Jego imię noszą obecnie ulice w Krakowie (powstała w 1965 w pobliżu Błoń, znajduje się przy niej stadion Cracovii), w Tenczynku oraz w Przemyślu (obok dawnego stadionu Polonii przy ul. Sportowej). 11 października 2017 przed stadionem Cracovii odsłonięto pomnik Kałuży, trzeci tego typu monument w Polsce (po posągach Kazimierza Deyny i Kazimierza Górskiego w Warszawie).
W 2001 Kałuża zajął pierwsze miejsce w plebiscycie Gazety Krakowskiej na najlepszych sportowców klubu z okazji 95-lecia KS Cracovia. Imię Kałuży i Henryka Reymana nosi powstały w 1996 Zespół Społecznych Szkół Ogólnokształcących Mistrzostwa Sportowego w Krakowie.
W 2022 roku odbyła się premiera filmu "Józef Kałuża - Legenda wiecznie żywa", który wyprodukowało Stowarzyszenie Sportowa Kultura. Film został wyróżniony nagrodą "Brązowa Jedenastka" podczas Football Film Festival 2023.